# 母岩
母岩（ぼがん、英: country rock、wall rock、host rock）とは何かの元となる岩石のこと。

## 地球科学
有用な鉱物や温泉、化石など、着目される資源を取り巻く母体を為している岩石のこと。キンバーライトより生ずるダイヤモンドのように、特定の母岩に育まれる鉱床も多い。
また、「土をつくる母」という意味で地表ちかくの岩石のこと。

## 考古学
石器をつくる石材（原石）のこと。転がっている石や河原石を使う場合が多いが、黒曜石や頁岩、サヌカイトなど産地の限られた石材の場合には転石を拾うばかりではなく、採掘もおこなう。母岩にまったく加工を施さずに石器として使用する場合があり、この場合には礫石器と呼んでいる。